# Teritorium Utah
Teritorium Utah (anglicky: Utah Territory) bylo organizované začleněné území Spojených států amerických, které existovalo od roku 1850 do roku 1896, kdy byl finální rozsah teritoria přijat do Unie jako stát Utah. V letech 1851-1858 byl jeho guvernérem Brigham Young.